# Arjo Vanderjagt
Arjo Vanderjagt (1948) is een Nederlands filosoof en was hoogleraar Ideeëngeschiedenis aan de Faculteit Wijsbegeerte van de Rijksuniversiteit Groningen. In 1971 begon hij met de studies wijsbegeerte, geschiedenis en Semitische talen; voor het doctoraal geschiedenis cum laude. In 1981 verkreeg hij het doctoraat in de geschiedenis met een dissertatie over het gebruik van literaire teksten in de vorming van Bourgondische politieke ideologie. Hij heeft gedoceerd aan verschillende universiteiten, onder meer aan de Katholieke Universiteit Nijmegen, Universiteit Utrecht, en de Academia Vitae te Deventer. Aan de Rijksuniversiteit Groningen was hij hoogleraar ideeëngeschiedenis tot zijn emeritaat in 2009
Zijn wetenschappelijke interesses beslaan onder meer het neoplatonisme, het oude Nubia, antropologie van de kerkvaders, Anselmus van Canterbury, de kruistochten, het Bourgondië van de vijftiende eeuw, de relatie tussen literatuur en filosofie, renaissance humanisme, Dante, ridderlijke ideologie, de geschiedenis van de universiteit, ideeën over liefde in de middeleeuwen, reizen in de middeleeuwen, vroegmodern politiek denken en ideologie en de historische taxonomie van planten.
Op 30 maart 2009 hield hij zijn afscheidsrede genaamd Een oefenplaats van de Muzen, waarin hij het verband tussen wetenschappelijk werk en persoonlijke vriendschappen tussen de beoefenaars van die wetenschap probeert aan te tonen. Voorbeelden hiervan noemt hij de groep noordelijke humanisten rond Rudolf Agricola in de vijftiende eeuw, de kloosterlijke gemeenschap van Anselmus van Canterbury (1109) en de Orde van het Gulden Vlies opgericht door Filips de Goede in 1430.

## Websites
- Academische biografie Arjo Vanderjagt RUG

- Bibsys: 90907883
- Biblioteca Nacional de España: XX4717301
- Bibliothèque nationale de France: cb12056429r (data)
- CiNii: DA02821369
- Digitale Bibliotheek voor de Nederlandse Letteren: vand068
- Gemeinsame Normdatei: 115858563
- International Standard Name Identifier: 0000 0001 0934 0130
- Library of Congress Control Number: n85828205
- NARCIS: PRS1238332
- Nationale bibliotheek van Australië: 54957167
- Nationale Bibliotheek van Israël: 987007269424305171
- Nationale Bibliotheek van Polen: a0000002738267
- Nederlandse Thesaurus van Auteursnamen: 069027730
- Système universitaire de documentation: 028803620
- Trove: 1598505
- Virtual International Authority File: 109996524
- WorldCat: E39PBJcwGbH77QrhwBVhhT89jC